# Антидесіттерівський простір
Антидесіттерівський простір — максимально симетричний, однозв'язний, псевдоріманів многовид сталої негативної кривини. Його можна вважати псевдорімановим аналогом {\displaystyle n}-вимірного гіперболічного простору. Названий на противагу простору де Сіттера. Позначається зазвичай {\displaystyle AdS_{n}}
Мовою загальної теорії відносності, антидесіттерівський простір є максимально симетричним розв'язком рівнянь Ейнштейна у вакуумі з негативною космологічною сталою {\displaystyle \Lambda }. Індефінітна метрика такого простору:
{\displaystyle ds^{2}={\frac {1}{y^{2}}}\left(dt^{2}-dy^{2}-\sum _{i}dx_{i}^{2}\right)}.
Антидесіттерівській простір представляється як однопорожнинний гіперболоїд, вкладений у багатовимірний простір Мінковського.